# Opus Interactive Audio Codec
Opus est un format ouvert de compression audio avec pertes, sans redevances et normalisé par l'Internet Engineering Task Force (IETF), conçu pour coder efficacement la voix et plus largement l'audio dans un format unique, tout en ayant une latence suffisamment faible pour la communication en temps réel et une complexité suffisamment faible pour les processeurs embarqués peu puissants,. Opus remplace Vorbis et Speex pour les nouvelles applications et différents tests d'écoute en aveugle l'ont jugé supérieur à tous les autres formats audio à tous les débits, y compris MP3, AAC et HE-AAC,.
Opus combine l'algorithme SILK et l'algorithme à faible temps de latence CELT, passant de l'un à l'autre ou les combinant pour une efficacité maximale.
L'implémentation de référence s'appelle libopus.

## Historique
Opus était appelé à l'origine Harmony.
Ses principaux développeurs sont Jean-Marc Valin (Xiph.org, Octasic, Mozilla Corporation), Koen Vos (Skype Technologies) et Timothy B. Terriberry (Mozilla Corporation). Raymond Chen (Broadcom), Gregory Maxwell (Xiph.org) et Christopher Montgomery (Xiph.org), entre autres, ont également participé.
L'IETF a validé cette norme le 10 septembre 2012,.

## Technique
Ce codec utilise deux algorithmes : celui utilisé dans SILK (créé par Skype), qui est plus orienté sur la voix humaine, et celui utilisé dans CELT (créé par la fondation Xiph.org), plus orienté sur la musique. Opus choisit le plus adapté en fonction de la bande passante et du son qu'il doit transmettre. Il peut utiliser les deux de manière simultanée.
De manière plus précise, Opus utilise soit la prédiction linéaire (SILK) soit la transformation en cosinus discrète (CELT) pour compresser le flux audio.
Selon ses concepteurs, ce codec est très adapté à Internet, où la question de la bande passante est cruciale, notamment pour les téléphones mobiles ou les utilisateurs ayant un faible débit de connexion. Google et Nokia ont fait des études qui confirmeraient ces affirmations,,.

## Licence et brevets
Opus étant une norme de l'IETF, il est publié sous licence BSD. Le texte descriptif peut donc être diffusé, réutilisé, modifié si et seulement s'il est marqué comme venant de l'IETF, avec un moyen de retrouver la documentation.
Petite incongruité dans les spécifications de l'IETF : on retrouve le code qui fait référence directement dans la spécification. Ce code est publié sous licence BSD et une bibliothèque logicielle a été publiée par la fondation Xiph.org. Mozilla a proposé des fichiers binaires, servant au codage ou au décodage, pour les environnements Mac OSX et Windows.
Tout utilisateur du codec Opus ne peut engager de contentieux envers tout autre utilisateur d'Opus sur la technologie couverte par le brevet. NB : ce genre de brevet est un brevet logiciel, valable uniquement aux États-Unis.
L'IETF demande, lors de la création d'une norme, si des organisations possèdent des brevets touchant la norme en création. Pour le codec Opus, plusieurs entreprises ont indiqué avoir déposé des brevets: Fondation Xiph.org (4), Broadcom (3),,, Skype Technologies (Microsoft) (11), Qualcomm (12), Huawei Technologies (2),.
La fondation Xiph.org, Broadcom et Microsoft ont autorisé une utilisation ouverte sans redevance à l'IETF pour le codec Opus. L'autorisation s'étend aux brevets qui découleraient des premiers. Skype ayant été racheté par Microsoft entretemps, ce dernier a autorisé l'emploi des brevets venant de Skype Technologies. Certains brevets sont aussi enregistrés auprès d'autres offices de brevets. D'après le conseil légal de la fondation Xiph.org, les brevets de Qualcomm, Huawei, France Telecom et Ericsson ne s'appliquent pas à Opus. La licence d'Opus est révoquée rétroactivement pour toute entité qui voudrait intenter un procès pour violation de brevet.

## Comparaison de qualité et temps de latence

La qualité en fonction du débit binaire pour différents formats.

Comparaison de la plage de latence en fonction du débit binaire pour différents formats.

## Prise en charge
- SteamOS utilise Opus ou Vorbis pour le streaming[réf. nécessaire]
- Le protocole Tox utilise Opus pour la transmission audio.

### VoIP
- En février 2013, TeamSpeak 3.0.10 a ajouté le codec Opus [28].
- En juin 2013 Mumble 1.2.4 a ajouté le codec Opus [29],[30].
- Le logiciel client Jami anciennement SFLPhone puis Ring, a intégré le codec Opus (SIP et IAX2).
- En mars 2013 Jitsi 2.0 ajoute le VP8 et Opus parmi les codecs pris en charge[31],[32].
- Le logiciel SIP csipsimple l'a intégré [33]
- Skype: bien que les développeurs de Skype ont participé à l'élaboration[34] de ce codec (qui repose sur un algorithme utilisé dans SILK), il n'y a pour l'instant aucune date de l'utilisation de ce codec dans Skype.
- GNUnet l’utilise pour son système de VoIP[35].
- Discord l'utilise également pour son système de VoIP.

### Navigateurs Web
- En août 2012, Mozilla a intégré Opus dans les versions 15 de Firefox et de Thunderbird, ainsi que dans la version 2.12 de SeaMonkey[36],[37],[38].
- En février 2013, la version 25 des navigateurs Chromium et Google Chrome gère le codec Opus, mais uniquement à travers la balise <audio>. Depuis la version 33, sortie en février 2014, le codec Opus est également géré via la balise <video>[39].
- À la suite de sa transition vers une base Chromium en juillet 2013, la version 15 du navigateur Opera intègre la gestion du codec Opus via la balise <audio>, puis via la balise <video> dans sa version 20 qui est basée sur Chromium 33[40],[41].
- Microsoft Edge propose la gestion du codec Opus depuis la version 14, publiée en avril 2016[42]. Internet Explorer ne gère pas le codec Opus.
- En septembre 2017, la version 11 de Safari[43] ajoute la gestion du codec pour iOS et pour macOS à partir de la version High Sierra.
- En octobre 2017, la version 62 de Google Chrome pour Android gère à son tour le codec Opus selon le site anglophone caniuse[44].

### Flux de diffusion audio
- Icecast[45].
- Krad Radio[46].
- Airtime 2.4 [47]

### Systèmes d'exploitation
- La version 7 de Debian GNU/Linux intègre par défaut[réf. nécessaire] les bibliothèques 'libopus' et 'opus-tools'.
- Windows : grâce aux logiciels filtres DC-Bass Source Mod et LAV Filters[réf. nécessaire], DirectShow devrait disposer de jeux de codecs permettant au système d'exploitation Windows de prendre en charge ce codec.
- Le système pour mobiles Android le prend en charge à partir de sa version 5[48].

#### Composants de logiciels multimédia
- GStreamer intègre le codec Opus dans gst-plugins-bad 0.10.36 en février 2012 [49].
- Pour libavcodec (de FFmpeg ou Libav), il existe des correctifs pour utilisation de la bibliothèque libopus[50],[51]. La version 1.1 de FFmpeg lit opus avec une bibliothèque associée par défaut[52]

### Intégration dans les firmwares
- Prise en charge par Rockbox.[réf. nécessaire]
- présent dans freebox player 1.3.6[réf. nécessaire]

### Lecteurs multimédias
- VLC : le décodage est possible depuis la version 2.0.4 [53].
- foobar2000 intègre le format natif depuis la version 1.1.14 beta[54]
- Media Player (Windows 11)